# Ingeborg Nyberg
Ingeborg Elisabeth Nyberg Roos, ogift  Nyberg, född 13 oktober 1940 i Sundsvalls församling i Västernorrlands län, är en svensk sångerska och skådespelare, främst aktiv under 1950-talet.

## Biografi
Ingeborg Nyberg framträdde 1952 som 11-åring i radioprogrammet Skansenkväll och skivdebuterade samma år med Sommarnatt i en inspelning med Sune Waldimirs orkester. Hon fick Torsten Adenby som manager och turnerade under några år flitigigt i kyrkor och folkparker. Hon blev mycket populär  med en folklig repertoar med kristna inslag.
Ingeborg Nyberg spelade in ett tiotal singel- och EP-skivor. Bland dessa märks Aftonklockor från 1956 och hennes tolkningar av Ave Maria och Londonderry Air samt psalmen Blott en dag. 
Hon medverkade i flera filmer, bland annat några med Edvard Persson. I filmen Sjutton år (1957) spelade hon mot tonårsidolen Tage Severin, som korats till Sveriges James Dean. 
I början av 1960-talet tröttnade Ingeborg Nyberg på artistlivet och avslutade i praktiken sin karriär. Hon fortsatte dock att framträda i mindre sammanhang med bland annat kyrkokonserter, vilka drog stor publik.
Nyberg var 1965–1976 gift med kammarmusikern Bengt Åslund (född 1934), senare Steinert, och från 1989 med Leif Roos (1934–2010). Hon bor sedan 1986 i Myresjö i Jönköpings län.

## Filmografi (urval)
- 1954 – Flicka med melodi
- 1954 – En natt på Glimmingehus
- 1955 – Blå himmel
- 1956 – Där möllorna gå...
- 1957 – Sjutton år
- 1959 – Resa i toner